# Alim Gadanov
Alim Shalauatovich Gadanov, en russe : Алим Шалауатович Гаданов, né le 20 octobre 1983 à Naltchik, est un judoka russe.
Il est médaillé de bronze aux Championnats d'Europe 2008 à Lisbonne en catégorie des moins de 66 kg. Il participe aux Jeux olympiques d'été de 2008 à Pékin ; il perd le combat pour la médaille de bronze contre le Cubain Yordanis Arencibia.
Alim Gadanov est à nouveau médaillé de bronze en moins de 66 kg aux Championnats d'Europe 2009 à Tbilissi et aux Championnats d'Europe 2011 à Istanbul. Il remporte le titre en moins de 66 kg aux Championnats d'Europe 2012 à Tcheliabinsk.